# Luis Vázquez
Pour les articles homonymes, voir Vázquez.
Luis Vázquez, né le 24 avril 2001 à Recreo en Argentine, est un footballeur argentin qui joue au poste d'attaquant au RSC Anderlecht.

## Biographie

### En club
Né à Recreo en Argentine, Luis Vázquez est formé par le CA Patronato, club avec lequel il signe son premier contrat professionnel le 22 octobre 2018. Cette année-là il se fait notamment remarquer avec l'équipe réserve en inscrivant quatorze buts. Il est ensuite recruté par Boca Juniors en 2019, alors qu'il était également suivi par le rival, River Plate. Le jeune attaquant termine ainsi sa formation à Boca.
Il joue son premier match en professionnel le 27 décembre 2020 contre le CA Huracán. Il entre en jeu à la place de Ramón Ábila et son équipe s'impose par trois buts à zéro.
Le 19 avril 2021, Vázquez prolonge son contrat avec Boca Juniors jusqu'en décembre 2025. Le 21 avril suivant, il fait sa première apparition en Copa Libertadores contre The Strongest La Paz. Il entre en jeu à la place de Sebastián Villa et Boca s'impose (0-1 score final).
Lancé en professionnel par Miguel Ángel Russo, Vázquez se révèle sous les ordres de son successeur, Sebastián Battaglia, qu'il a connu avec la réserve de Boca, ce dernier reprenant les rênes de l'équipe première. Battaglia reconstitue alors le duo Luis Vázquez-Exequiel Zeballos qui fonctionnait avec la réserve. Vázquez inscrit son premier but en professionnel le 22 août 2021, lors d'une rencontre de championnat face à son ancien club, le CA Patronato. Titulaire, il donne la victoire à son équipe en inscrivant le seul but de la partie, sur une passe décisive d'Exequiel Zeballos.
Le 26 juillet 2023, Luis Vázquez rejoint la Belgique afin de s'engager en faveur du RSC Anderlecht. Il signe un contrat de cinq ans, soit jusqu'en juin 2028.
Vázquez inscrit son premier but pour Anderlecht le 30 septembre 2023, lors d'une rencontre de championnat face au KAS Eupen. Il est titularisé et contribue à la victoire de son équipe par trois buts à un,. Ce succès permet à son équipe de mettre fin à une série de trois matchs sans victoire.
Vázquez se fait remarquer le 20 février 2025 en marquant deux buts contre Fenerbahçe en Ligue Europa. Il s'agit de son premier doublé pour Anderlecht mais il ne permet pas à son équipe de s'imposer (2-2 score final),.

## Vie privée
Sur et en dehors du terrain, Luis Vázquez est un proche d'Exequiel Zeballos. Vázquez est un admirateur de Robert Lewandowski, il le regarde souvent jouer notamment lors de son passage au Bayern Munich et le prend comme modèle.

## Palmarès

### En club
|  |  | RSC Anderlecht - Coupe de Belgique : - Finaliste : 2025. |